# گرینزوو (کارولینای شمالی)
گرینزوو (به انگلیسی: Greensboro) شهری در ایالت کارولینای شمالی کشور ایالات متحده آمریکا است که جمعیت آن در سرشماری سال ۲۰۱۰ میلادی، ۲۶۹٬۶۶۶ نفر بوده‌است.